# Adetomyrma venatrix
Adetomyrma venatrix, mai cunoscut sub numele de furnica Dracula, numită astfel datorită obiceiurilor sale de hrănire îngrozitoare de a bea sângele tinerilor săi, este o specie pe cale de dispariție de furnică endemică în la Madagascar. Lucrătorii din această specie sunt orbi. Specia a fost descrisă ca fiind specia de tip din Adetomyrma, în 1994, genul fiind un membru atipic al tribului.

## Descriere

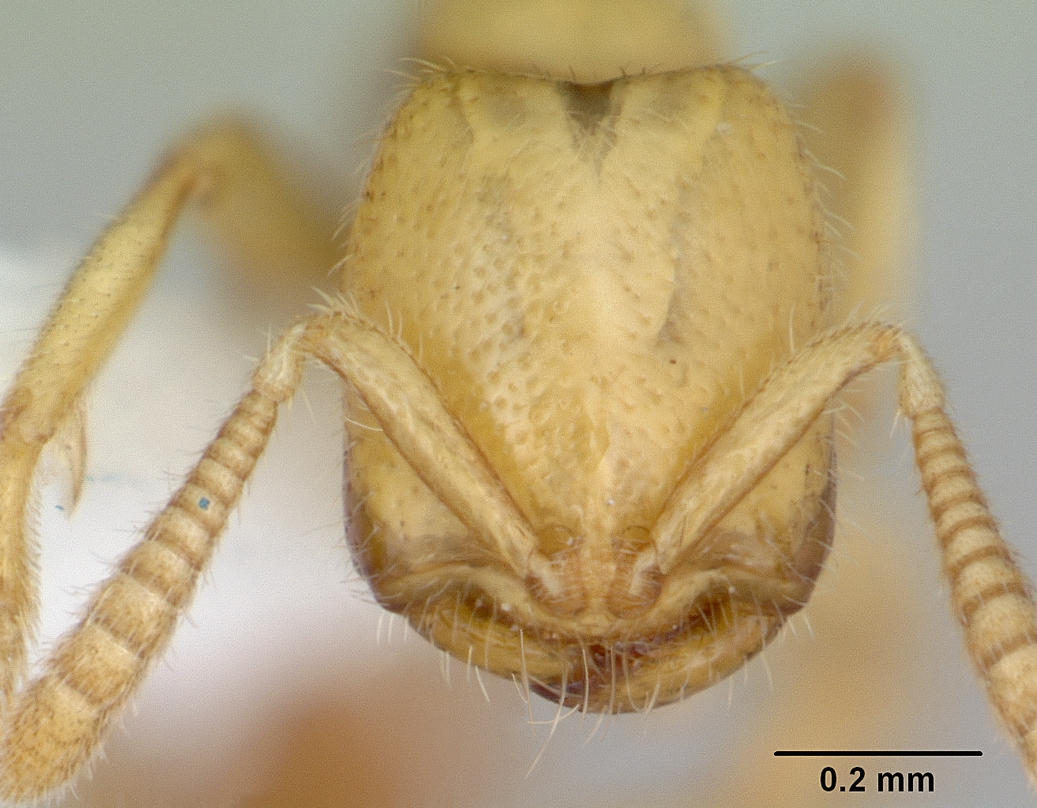
Capul unui lucrător nevăzător

Adetomyrma venatrix a fost descrisă pe baza exemplarelor aparținând castei muncitorești colectate din pădurea Zombitse, în vestul Madagascarului. Caracteristicile cheie ale speciei au fost absența unui pețiol clar atunci când este privit de sus datorită celui de-al treilea tergit abdominal (scleritul de pe partea dorsală) lipsit de o pretergită diferențiată. Gasterul este mare și fără constricții. Furnica este oarbă și are o înțepătură lungă. A fost plasat cu rezerve în tribul Amblyoponini deoarece îi lipsesc caracterele tipice ale grupului. Studiile ulterioare le-au considerat ca fiind apropiate de membrii ancestrali⁠(<span title="Bazal (filogenetică)|ancestrali la Wikidata">d) ai Amblyoponinae și împărtășesc anumite caracteristici morfologice cu Amblyopone pluto, cum ar fi prezența lateroscleritului.